# 観光学者
観光学者（かんこうがくしゃ）とは、観光学を教育研究する研究者である。

## 一覧

### あ
- 東徹 - 商学、まちづくり、マーケティング。立教大学観光学部教授
- 荒川雅志 - ヘルスツーリズム研究。琉球大学教授
- 石崎祥之 - 経営学。立命館大学教授
- 井出明 - ダークツーリズム研究。金沢大学准教授
- 伊藤央二 - 観光学、スポーツ科学。和歌山大学准教授
- 浦達雄 - 観光地理学、温泉観光学。九州産業大学教授
- 遠藤英樹 - 観光社会学。立命館大学教授
- 岡本伸之 - ホスピタリティマネジメント。帝京大学教授、立教大学名誉教授
- 奥正孝 - まちづくり。ノースアジア大学（旧：秋田経済法科大学）教授
- 小畑力人 - 追手門学院大学教授　元和歌山大学副学長

### か
- 海津ゆりえ - エコツーリズム。サステナブル・ツーリズム。文教大学教授
- 加藤久美 ‐ 観光学、持続可能性。和歌山大学教授
- 加藤誠平 - 林学。東京大学名誉教授
- 川澄 厚志 - 金沢大学准教授
- 小林弘二 - 旅行ビジネスの比較研究。阪南大学教授

### こ
- 古賀学  - 観光学、地域振興政策。松蔭大学教授
- 小堀貴亮  - 観光地理学、温泉観光学。杏林大学教授

### さ
- 鈴木忠義 - 東京工業大学名誉教授
- 鮫島卓  - 観光学、観光マーケティング、イノベーション論。駒沢女子大学准教授

### し
- 敷田麻実 - 北陸先端科学技術大学院大学教授
- 白坂蕃 - 観光地理学。東京学芸大学名誉教授、元立教大学教授、元川村学園女子大学教授

### す
- 鈴木晃志郎 - メディア誘発型観光。世界遺産論。文化的景観。富山大学准教授。
- 鈴木勝 - 観光学。旅行産業論。大阪観光大学名誉教授。（元・桜美林大学ビジネスマネジメント学群教授）
- 須藤廣 - 観光社会学。跡見学園女子大学教授

### そ
- 蘇哲仁 - 観光学。輔仁大学教授　－Che-Jen SU－

### た
- 田中伸彦 - 観光学。林学。造園学。レジャー・レクリエーション学。東海大学教授
- 徳田耕一 - 鈴鹿国際大学客員教授
- 寺前秀一 - 帝京平成大学教授

### な
- 中谷健太郎 - グリーンツーリズム
- 中村哲 - 観光心理学。玉川大学教授

### は
- 長谷政弘 - 日本大学・明治大学非常勤講師。（日本大学商学部元学部長）
- 橋本俊哉 - 立教大学教授
- 原忠之 - セントラルフロリダ大学ローゼン・ホスピタリテイ経営学部副学部長
- 廣岡裕一 - 和歌山大学教授
- 深見聡 - 観光地理学、島嶼観光。長崎大学准教授

### ま
- 三橋勇 ‐ 観光学・経済学。元京都大学経済研究所招聘教授、元宮城大学/大学院教授、元石巻専修大学特命教授、秀明大学教授。日本観光学会会長
- 松本益弘 - 元北海商科大学教授
- 溝尾良隆 - 地理学。立教大学名誉教授、元城西国際大学教授、元帝京大学教授
- 宮川幸三 - 経済学。慶應義塾大学准教授
- 村上和夫 - 観光学。立教大学名誉教授、立教新座中学校・高等学校元校長、日本交通公社理事
- 森重昌之 - 観光学。阪南大学教授

### や
- 安田亘宏 - 観光学。西武文理大学教授
- 山村順次 - 観光地理学、温泉観光学。千葉大学名誉教授、元城西国際大学教授

### わ
- 渡邉貴介 - 観光計画、リゾート計画、都市計画、地域計画、国土計画。東京工業大学大学院教授